# Distretto di Jelgava
Il distretto di Jelgava (in lettone Jelgavas Rajons) è stato uno dei 26 distretti della Lettonia. In base alla nuova suddivisione amministrativa è stato abolito a partire dal 1º luglio 2009

## Comuni
Il distretto comprendeva due città:
- Jelgava
- Kalnciema

e i seguenti comuni:
- Elejas
- Glūdas
- Jaunsvirlaukas
- Lielplatones
- Līvbērzes
- Ozolnieku
- Platones
- Sesavas
- Sidrabenes
- Svētes
- Valgundes
- Vilces
- Vircavas
- Zaļenieku